# Peter Wenzel
Peter Wenzel (ur. 15 kwietnia 1952 w Mohlis) – niemiecki sztangista reprezentujący Niemiecką Republikę Demokratyczną, brązowy medalista olimpijski (1976), mistrz świata (1975) oraz mistrz Europy (1975) w podnoszeniu ciężarów, w wadze średniej.

## Osiągnięcia

### Letnie igrzyska olimpijskie
- Montreal 1976 –  brązowy medal (waga średnia)

### Mistrzostwa świata
- Hawana 1973 –  srebrny medal (waga średnia)
- Manila 1974 –  brązowy medal (waga średnia)
- Moskwa 1975 –  złoty medal (waga średnia)
- Montreal 1976 –  brązowy medal (waga średnia) – mistrzostwa rozegrano w ramach zawodów olimpijskich
- Stuttgart 1977 –  srebrny medal (waga średnia)
- Gettysburg 1978 –  brązowy medal (waga średnia)
- Saloniki 1979 –  brązowy medal (waga średnia)

### Mistrzostwa Europy
- Werona 1974 –  srebrny medal (waga średnia)
- Moskwa 1975 –  złoty medal (waga średnia)
- Berlin 1976 –  srebrny medal (waga średnia)
- Stuttgart 1977 –  srebrny medal (waga średnia)
- Warna 1979 –  brązowy medal (waga średnia)